# 卡瓦永站
卡瓦永站是法国的一个铁路车站，位于法国东南部城市卡瓦永。

## 位置
卡瓦永站位于卡瓦永市区的中部，老城区以东，阿维尼翁－米拉马斯铁路32.888公里处。车站大致呈南北走向，开口朝西。

## 设施
卡瓦永站设有人工售票窗口，其开放时间如下：
- 周一至周五：7:25~18:25
- 周六：9:10~17:25
- 周日及节假日：9:55~12:25和13:30~18:10

此外，卡瓦永站站内还设有自动售票机等设施。

## 站台设置
| 西↑ |      |  | 主站房        |
|     | 侧式 |  |               |
| 1道 |      |  | 阿维尼翁方向→ |
| 2道 |      |  | ←米拉马斯方向 |
|     | 岛式 |  |               |
| 3道 |      |  |               |
|     |      |  |               |
|     | 岛式 |  |               |
|     |      |  |               |
| 东↓ |      |  |               |

## 停靠线路
以下列车线路在卡瓦永站停靠：
| 卡瓦永站列车线路表                 |      |        |                    |              |
| 线路                               | 车种 | 上一站 | 下一站             | 大致运行频率 |
| 阿维尼翁TGV站/中央站—米拉马斯/马赛 | TER  | 利勒   | 奥尔贡/塞纳斯/萨隆 | 每天16趟左右 |
| 1.                                 |      |        |                    |              |

## 配套交通

### 长途客车
| 停靠卡瓦永站的大巴车 |                      | |
| 上下车地点           | 运营单位             | 主要线路及目的地 |
| 卡瓦永站门口         | 普罗旺斯城际客运 LER | - 17线：马赛机场、艾克斯高铁站、普罗旺斯地区艾克斯、佩尔讷雷枫丹、卡庞特拉 - 22线：阿维尼翁TGV站、阿普特、福卡尔基耶、马诺斯克、雷梅、迪涅莱班 |
| 卡瓦永站门口         | 沃克吕兹省城际客运   | - 7线：阿维尼翁、迪朗斯河畔科蒙、罗比永、莫贝克 - 8线：白马、梅兰多勒、皮热、洛里斯、卡德内、佩尔蒂伊、屈屈龙 - 13线：佩尔讷雷枫丹、韦勒龙、索尔格河畔利勒、卡庞特拉 - 17线：罗比永、莫贝克、戈尔德、阿普特 - 18线：罗比永、莫贝克、奥佩德、拉科斯特、阿普特 |
| 卡瓦永站门口         | SNCF Car TER         | （当某条铁路线施工或罢工时，SNCF可能也会提供途径该线路沿途站点的大巴车） |
| 1. 2. 3. 4.          |                      | |

### 市内交通
| 卡瓦永站附近的市内公共交通线路 |              |                                                                                |
| 公交车站名称                   | 位置         | 停靠线路                                                                       |
| Gare routière 汽车站           | 卡瓦永站西侧 | - A线：吕贝龙公园 ↔ 酒园 - B线：圣罗克医院 ↔ 甜瓜转盘 - C线：格勒努耶 （环线） |
| 1.                             |              |                                                                                |

### 社会车辆
卡瓦永站门口设有社会车辆停车场。

## 临近车站
| 卡瓦永站（Gare de Cavaillon）  |                        |                  |
| 上行车站                       | 线路                   | 下行车站         |
| 利勒-枫丹德沃克吕兹站 9.6km ←  | 阿维尼翁－米拉马斯铁路 | 奥尔贡站 → 5.7km |
| - 本表仅显示运营中的线路及车站 |                        |                  |